# Jason Mayélé
Jason Nono Mayélé (Kinshasa, 4 januari 1976 - Bussolengo, 2 maart 2002) was een Congolese voetballer. 

## Carrière
Mayélé speelde als aanvallende buitenspeler bij LB Châteauroux toen deze club in 1997 kampioen werd in de Ligue 2. De club zakte echter al na één seizoen weer uit de Ligue 1. In 1999 verkaste Mayélé naar de Serie A, meer bepaald naar Cagliari Calcio. Ook met deze club degradeerde hij na één seizoen. Na een jaartje Serie B met Cagliari verhuisde Mayélé naar Chievo Verona.

## Overlijden
Mayélé overleed op 2 maart 2002 op 26-jarige leeftijd aan een auto-ongeluk. Hij botste met zijn auto tegen een andere wagen toen hij de teambus van Chievo probeerde te halen voor een wedstrijd tegen Parma Calcio 1913. Mayélé werd nog met een helikopter naar het ziekenhuis van Verona, maar hij overleed uiteindelijk aan zijn verwondingen. Mayélé ligt begraven in Épinay-sous-Sénart.
Sinds zijn dood wordt het rugnummer 30 niet meer gebruikt bij Chievo Verona als eerbetoon.